# Suore dei Santi Nomi di Gesù e Maria
Le Suore dei Santi Nomi di Gesù e Maria (in latino Congregatio Sororum a SS. Nominibus Iesu et Mariae) sono un istituto religioso femminile di diritto pontificio: i membri di questa congregazione pospongono al loro nome la sigla S.N.J.M.

## Storia
L'istituto venne fondato nel Québec da Marie-Rose Durocher (1811-1849), in un momento di grande tensione sociale dovuta alla conquista della regione da parte degli inglesi protestanti: per continuare ad assicurare ai giovani quebecchesi l'insegnamento del francese e della religione cattolica, il sacerdote Pierre-Adrien Telmont, religioso dei Missionari Oblati di Maria Immacolata, consigliò alla Durocher di creare una nuova congregazione di suore.
Le Suore dei Santi Nomi di Gesù e Maria iniziarono a condurre vita comune a Longueuil il 28 ottobre del 1843: vennero approvate dal vescovo di Montréal, Ignace Bourget, il 29 febbraio 1844 e vennero riconosciute come congregazione di diritto pontificio con il decreto di lode del 27 febbraio 1863; vennero approvate definitivamente dalla Santa Sede il 4 settembre del 1877.
La fondatrice è stata beatificata da papa Giovanni Paolo II nel 1982.

## Attività e diffusione
Le suore della congregazione seguono la spiritualità ignaziana e si dedicano prevalentemente all'istruzione e alla catechesi.
Diffuse prevalentemente in Canada e negli Stati Uniti d'America, nel 1931 si sono aperte all'apostolato missionario fondando case in Giappone e Lesotho, e poi anche in Brasile, Perù, Camerun, Haiti e Nigeria: la sede generalizia è a Longueuil.
Al 31 dicembre 2005, la congregazione contava 1.332 religiose in 100 case.